# پادشاه رود
پادشاه رود (اسپانیایی: El rey del río‎) یک فیلم درام اسپانیایی به کارگردانی مانوئل گوتیه‌رس آراگن است که در سال ۱۹۹۵ منتشر شد. این فیلم وارد چهل و پنجمین جشنواره بین‌المللی فیلم برلین شد.

## بازیگران
- آلفردو لاندا
- کارمن مائورا
- آنا آلوارز
- آچرو مانیاس
- اکتور آلتریو
- خراردو برا